# مذهب مجاز
مذهب مجاز (انگلیسی: Religio licita) یا مذهب تأیید شده عبارتی است که در دفاعیه اثر ترتولیان (پیرامون سال ۱۶۰) برای توصیف وضعیت یهودیان در امپراتوری روم استفاده می‌شود. اگرچه این عبارت فقط در یک متن پدران کلیسا وجود دارد و در هیچ منبع یا کتیبه‌ای در اروپای دوران باستان رومی دیده نمی‌شود، این عبارت حدس‌های علمی فراوانی در مورد اهمیت احتمالی آن ایجاد کرده‌است. برخی از محققان تا آنجا پیش رفته‌اند که تصور می‌کنند تمام ادیان تحت امپراتوری، علی‌رغم فقدان متون باستانی که به این دسته‌ها اشاره می‌کنند، دارای وضعیت قانونی به‌عنوان licita یا illicita هستند.